# Magna Steyr
Magna Steyr Fahrzeugtechnik GmbH & Co KG is een Oostenrijkse auto-fabrikant die gevestigd is in Graz. Het is een dochterbedrijf van het Canadese Magna International en behoorde voor 2001 tot Steyr-Daimler-Puch. In 2002 nam Magna ook de autoassemblagefabriek Eurostar Automobilwerk over van DaimlerChrysler en integreerde ze in Magna Steyr.
Magna Steyr bouwt wagens in opdracht van andere automerken en is het grootste bedrijf wereldwijd dat dat doet, met een jaarlijkse productie van zo'n 200.000 voertuigen (2018). Anno 2025 bouwt Magna Steyr de Mercedes-Benz G-Klasse, de Jaguar I-Pace, de BMW Z4, de Toyota GR Supra en de W Motors Fenyr SuperSport. Het bedrijf telt zo'n 13.500 werknemers.